# خوزه سانتوس رومرو
خوزه سانتوس رومرو (انگلیسی: José Santos Romero؛ زادهٔ ۳ نوامبر ۱۹۵۱) بازیکن فوتبال اهل آرژانتین است.